# Hrîveatkî, Kovel
Hrîveatkî (în ucraineană Грив`ятки) este un sat în comuna Kozlînîci din raionul Kovel, regiunea Volînia, Ucraina.

## Demografie
Componența lingvistică a localității Hrîveatkî
     Ucraineană (100%)
Conform recensământului din 2001, toată populația localității Hrîveatkî era vorbitoare de ucraineană (100%).